# Muzungu
Muzungu è un film del 1999 diretto da Massimo Martelli. Il significato del titolo, in lingua swahili, è «uomo bianco».

## Trama
Dodò e Freddy, due italiani che hanno superato da poco la soglia dei quaranta anni, girano vari villaggi turistici africani come animatori e intrattenitori. 
Mentre Freddy continua a trovare in questa occupazione motivi di divertimento, Dodò comincia invece a sentire il peso di una vita che si rivela priva di autentici punti di riferimento. Un giorno il piccolo aereo con cui si stanno spostando verso un nuovo ingaggio di lavoro insieme a Soraya, una turista italiana, ha un'avaria e cade in pieno deserto. 
A aiutarli arriva inaspettato padre Luca, un missionario italiano in quei luoghi da molti anni e ormai anziano. Padre Luca si dirige verso il piccolo villaggio, dove i tre si vedono costretti a soggiornare. Gli evidenti disagi vengono sopportati con la prospettiva di andare via al più presto.
Ma quando appare evidente che l'attesa sarà più lunga del previsto, gli inattesi ospiti devono fare i conti con una vita quotidiana difficile e molto precaria. 
Padre Luca un giorno si ammala, colpito dalla malattia del sonno. 
Proprio poco dopo è annunciato l'arrivo del vescovo in visita alla missione: per evitare che, vedendo il sacerdote malato, la missione venga chiusa dal vescovo, Dodò si fa convincere a prenderne il posto e, vestito da prete, accoglie il porporato, lo porta in giro, fa un appassionato discorso sulla situazione di quelle zone africane, chiede l'invio di fondi, che però, dice il vescovo, sono bloccati per il Giubileo. 
Quando riparte, il prelato gli rivela di aver capito l'inganno. Arriva il momento della tanto attesa partenza. Ma a quel punto Dodò cambia idea: rimane, avendo capito che a tutto quello che ha trovato in quel villaggio, non è disposto a rinunciare.